# Hénel Gusztáv
Hénel Gusztáv (Bustyaháza, 1881. január 7. – Pápa, 1966. február 26.) magyar festőművész.

## Életútja
Hénel Jakab és Lindner Teréz gyermekeként született Bustyaházán. Szatmárban tanítói oklevelet szerzett, majd tíz évig tanított. Művészeti tanulmányait a Képzőművészeti Főiskolán végezte. Mesterei Aggházy Gyula, Révész Imre és Szinyei Merse Pál voltak. Münchenben Walther Thor és Heymann korrigálta. 1908 körül Pápán telepedett le. Az 1910-es évek elején Mednyánszky Lászlóval együtt dolgozott a Felvidéken, az Adriánál, majd Európát is bejárta. Ösztöndíjjal járt Svájcban, ahol havasokat festett. Miután hazatért, másfél évtizeden keresztül rajztanárként dolgozott. Műveit svájci, olasz és holland városokban is kiállították. 1913-tól Budapesten és vidéken is sűrűn voltak kiállításai, ebben az évben elismerő oklevelet kapott az Adria-kiállításon. 1924-ig Münchenben is volt tárlata. Az 1950-es években a pápai Türr István Gimnáziumban az ekkoriban megalakult Gyermek Képzőművész Kört vezette, nála tanult többek között Heitler László festőművész és művészeti író, Ézsiás István festő és szobrászművész, Borbély Lajos és Horváth Lajos festőművészek. Kedvelője volt a Balatonnak, a Bugac környékének, a zalai dombokat pedig számtalan megvilágításban is lefestette. Lánya Hénel Margit (1908–1941) szintén festő volt, elsősorban csendéleteket készített. Apjával közösen szerepelt tárlatokon.
Az Eger című napilap 1930. május 22-ei száma így jellemzi Hénel Gusztáv művészetét: "Hénel Gusztáv megállapodott felfogású, de művészi szemlélete nem korlátozott. Helyet kap skálájában a reálisztikus ábrázolástól kezdve sokféle megléphető fok egészen a fantasztikumig, látásban és színekben egyformán. [...]  művészetét nem vezeti szűk gyeplőn egyik iskola sem. Ösztönös kiválogatással markolja ki mindegyik irányból a neki megfelelő legszelídebb jellegzetességet és ezeket kiegyensúlyozott egységben adja."
Legszebb képei: Kévehordó lány; Velencei holdas este; Borús hangulat a Balatonon; Harlemi részlet; Müncheni téli reggel; Sankt Moritzi táj; Pásztói vásár; Gartai asszonyok; Lussingrandei részlet; Magyar falu.